# ویکتور هولمبری
ویکتور هولمبری (سوئدی: Victor Holmberg؛ زادهٔ ۲۸ آوریل ۱۹۸۷) یک هنرمند، ترانه‌سرا، تهیه‌کننده اهل سوئد است. وی از سال ۲۰۱۳ میلادی تاکنون مشغول فعالیت بوده‌است.